# When I Call Your Name
When I Call Your Name è il terzo album in studio del musicista statunitense Vince Gill, pubblicato nel 1989.

## Tracce
1. Never Alone – 3:34 (Vince Gill, Rosanne Cash)
2. Sight for Sore Eyes – 3:07 (Gill, Guy Clark)
3. Oh Girl (You Know Where to Find Me) – 3:40 (Gill)
4. Oklahoma Swing (duetto con Reba McEntire) – 3:05 (Gill, Tim DuBois)
5. When I Call Your Name – 4:14 (Gill, DuBois)
6. Ridin' the Rodeo – 2:53 (Gill, Kostas)
7. Never Knew Lonely – 4:02 (Gill)
8. We Won't Dance – 4:35 (Greg Trooper)
9. We Could Have Been – 3:29 (Don Cook, John Barlow Jarvis)
10. Rita Ballou – 3:12 (Clark)